# Henrik Flöjt
Henrik Flöjt (n. 24 mai 1952, Kajaani, Oulu, Finlanda – d. 26 septembrie 2005, Kajaani, Oulu, Finlanda) a fost un biatlonist ce a reprezentat Finlanda, medaliat olimpic. A participat la o ediție a Jocurilor Olimpice (1976) în care a câștigat o medalie de argint.

## Participări
Lista de mai jos prezintă principalele competiții la care a participat Henrik Flöjt de-a lungul carierei.
- biathlon at the 1976 Winter Olympics – relay[*]